# Campionati del mondo di atletica leggera 2022 - 10000 metri piani maschili
La specialità dei 10000 metri piani maschili dei campionati del mondo di atletica leggera 2022 si è svolta il 17 luglio all'Hayward Field di Eugene, negli Stati Uniti d'America.

## Podio
| Pos.    | Atleta           | Nazionalità | Tempo    |
| ------- | ---------------- | ----------- | -------- |
| Oro     | Joshua Cheptegei | Uganda      | 27'27"43 |
| Argento | Stanley Mburu    | Kenya       | 27'27"90 |
| Bronzo  | Jacob Kiplimo    | Uganda      | 27'27"97 |

## Situazione pre-gara

### Record
Prima di questa competizione, il record del mondo (RM) e il record dei campionati (RC) erano i seguenti.
| Record                | Prestazione | Atleta                  | Data                             | Competizione  |
| --------------------- | ----------- | ----------------------- | -------------------------------- | ------------- |
| Record mondiale       | 26'11"00    | Joshua Cheptegei Uganda | 7 ottobre 2020 Valencia, Spagna  |               |
| Record dei campionati | 26'46"31    | Kenenisa Bekele Etiopia | 17 agosto 2009 Berlino, Germania | Mondiali 2009 |

### Campioni in carica
I campioni in carica a livello mondiale e olimpico erano:
| Campione | Atleta                  | Prestazione | Data                           | Competizione         |
| -------- | ----------------------- | ----------- | ------------------------------ | -------------------- |
| Olimpico | Selemon Barega Etiopia  | 27'43"22    | 30 luglio 2021 Tokyo, Giappone | Giochi olimpici 2021 |
| Mondiale | Joshua Cheptegei Uganda | 26'48"36    | 6 ottobre 2019 Doha, Qatar     | Mondiali 2019        |

### La stagione
Prima di questa gara, gli atleti con le migliori tre prestazioni dell'anno erano:
| Pos. | Atleta                   | Prestazione | Data                                          |
| ---- | ------------------------ | ----------- | --------------------------------------------- |
| 1    | Grant Fisher Stati Uniti | 26'33'84    | 6 marzo 2022 San Juan Capistrano, Stati Uniti |
| 2    | Mohammed Ahmed Canada    | 26'34'14    | 6 marzo 2022 San Juan Capistrano, Stati Uniti |
| 3    | Selemon Barega Etiopia   | 26'44'73    | 5 giugno 2022 Hengelo, Paesi Bassi            |

## Risultati
| Pos.    | Atleta              | Nazionalità | Tempo    | Note                                     |
| ------- | ------------------- | ----------- | -------- | ---------------------------------------- |
| Oro     | Joshua Cheptegei    | Uganda      | 27'27"43 | Miglior prestazione personale stagionale |
| Argento | Stanley Mburu       | Kenya       | 27'27"90 | Miglior prestazione personale stagionale |
| Bronzo  | Jacob Kiplimo       | Uganda      | 27'27"97 | Miglior prestazione personale stagionale |
| 4       | Grant Fisher        | Stati Uniti | 27'28"14 |                                          |
| 5       | Selemon Barega      | Etiopia     | 27'28"39 |                                          |
| 6       | Mohammed Ahmed      | Canada      | 27'30"27 |                                          |
| 7       | Berihu Aregawi      | Etiopia     | 27'31"00 |                                          |
| 8       | Daniel Mateiko      | Kenya       | 27'33"57 | Miglior prestazione personale stagionale |
| 9       | Joe Klecker         | Stati Uniti | 27'38"73 | Miglior prestazione personale stagionale |
| 10      | Isaac Kimeli        | Belgio      | 27'43"50 | Miglior prestazione personale stagionale |
| 11      | Jimmy Gressier      | Francia     | 27'44"55 |                                          |
| 12      | Sean McGorty        | Stati Uniti | 27'46"30 |                                          |
| 13      | Carlos Mayo         | Spagna      | 27'50"61 |                                          |
| 14      | Tadese Worku        | Etiopia     | 27'51"25 |                                          |
| 15      | Rodgers Kwemoi      | Kenya       | 27'52"26 |                                          |
| 16      | Rodrigue Kwizera    | Burundi     | 28'01"49 |                                          |
| 17      | Habtom Samuel       | Eritrea     | 28'01"81 |                                          |
| 18      | Egide Ntakarutimana | Burundi     | 28'24"07 |                                          |
| 19      | Jack Rayner         | Australia   | 28'24"12 |                                          |
| 20      | Ren Tazawa          | Giappone    | 28'24"25 |                                          |
| 21      | Zouhair Talbi       | Marocco     | 28'28"69 |                                          |
| 22      | Tatsuhiko Ito       | Giappone    | 28'57"85 |                                          |
| 23      | Patrick Dever       | Regno Unito | 29'13"88 |                                          |
| 24      | Stephen Kissa       | Uganda      | 29'21"10 | Miglior prestazione personale stagionale |